# Désorganisation sociale
 (mars 2012).
Si vous disposez d'ouvrages ou d'articles de référence ou si vous connaissez des sites web de qualité traitant du thème abordé ici, merci de compléter l'article en donnant les références utiles à sa vérifiabilité et en les liant à la section « Notes et références ».
La désorganisation sociale désigne une déformation du tissu social par la diminution des liens de cohésion sociale. Concept de sociologie, et notamment de sociologie urbaine, il a principalement été développé par l'école de Chicago.

## Théorie
La désorganisation sociale fait partie des concepts les plus importants qui ont été développés par l'école de sociologie de Chicago. Cette notion met en évidence le lien entre les zones urbaines en transition et le déclin de l'influence des valeurs collectives de l'individu. Le concept permet ainsi d'appréhender les conséquences sociales individuelles de l'exode rural et de la concentration des populations au sein de zones urbaines, souvent défavorisées.
Ce déclin de l'influence des valeurs collectives provoquerait une perte de repères sociaux et la fin de l'adhésion à des normes sociales, provoquant ainsi des phénomènes de délinquance. C’est un concept majeur dans l’étude des grandes villes américaines et qui implique de nombreux changements sociaux.
Le concept est voisin de celui d'anomie, qui désigne chez Émile Durkheim un désajustement social de l'agent social. Il naît de la rupture ou du déclin des liens sociaux qui rendaient l'agent social encastré dans des relations sociales.
La notion est très utilisée par les sociologues des zones urbaines des années 1920. On retrouve notamment les travaux de Nels Anderson (1923) sur les travailleurs saisonniers, Frederic Thrasher (1927) sur les gangs, Harvey Zorbaugh (1929), Paul G. Cressey (1929) sur les dancings publics. Ruth Cavan (1928) sur le suicide, Ernest Mowrer (1927) sur la désorganisation de la famille, Louis Wirth (1926) sur le ghetto, et Walter Reckless (1925) emploient également ce concept.
Le concept a été travaillé par la criminologie afin de tisser des liens entre la désorganisation sociale et l'émiettement progressif de la vie sociale de certains individus, d'une part, et des pratiques déviantes ou délinquantes d'autre part.
En réponse à la désorganisation sociale, le sociologue américain Saul Alinsky a développé les méthodes du « community organizing », qui consiste à recréer des relations dans une zone urbaine dans l'objectif d'améliorer les conditions de vie des habitants.